# Tony Ralston
Anthony „Tony“ Ralston (* 16. November 1998 in Bellshill) ist ein schottischer Fußballspieler, der bei Celtic Glasgow unter Vertrag steht.

## Karriere

### Verein
Tony Ralston begann seine Karriere in der Youth Academy von Celtic Glasgow. In dieser absolvierte er unter anderem Spiele im Glasgow Cup. Von August bis November 2015 wurde Ralston an den schottischen Viertligisten FC Queen’s Park verliehen. Für den Verein absolvierte Ralston zehn Spiele und erzielte einen Treffer. Am vorletzten Spieltag der Erstliga-Saison 2015/16 gab Ralston sein Debüt in der Profimannschaft von Celtic gegen den FC St. Johnstone. Er wurde von Trainer Ronny Deila in der 75. Spielminute für Tom Rogić eingewechselt. Im Juni 2016 verlängerte der 17-jährige Ralston seinen Vertrag bei Celtic  um drei Jahre. Mit nur 18 Jahren stand Ralston zu Beginn der Double Triple-Saison 2017/18 regelmäßig im Kader der ersten Mannschaft von Celtic und begann in der Startelf im Heimspiel gegen Paris Saint-Germain in der Champions-League-Gruppenphase. Er beeindruckte bei seiner Aufgabe, gegen Neymar zu verteidigen, dem zu diesem Zeitpunkt teuersten Spieler der Welt. Sein Fortschritt in der ersten Elf wurde jedoch durch Verletzungen behindert. Noch in der gleichen Spielzeit wurde ab März 2018 bis zum Ende der Saison 2017/18 an den schottischen Zweitligisten Dundee United verliehen. Ein Jahr später folgte eine Leihe zum Erstligisten FC St. Johnstone.
Nach seiner Rückkehr von der St. Johnstone-Leihe im Jahr 2020 spielte Ralston in der folgenden Saison nur in einem Spiel für Celtic, als er bei einem 0:0-Unentschieden gegen Livingston spielte. Zu Beginn der Saison 2021/22 bekam Celtic mit Ange Postecoglou einen neuen Trainer. Unter diesem kam Ralston in beiden Spielen gegen den FC Midtjylland in der zweiten Qualifikationsrunde der UEFA Champions League zum Einsatz. Durch seine guten Leistungen ließ ihn Postecoglou im Anschluaa daran auch in der Liga regelmäßig spielen. Am 2. November 2021 unterzeichnete er einen neuen langfristigen Vertrag mit Celtic, der ihn bis 2025 beim Verein hält.

### Nationalmannschaft
Ralston war in mehreren schottischen Jugendmannschaften von Schottland bis zur U21. Im November 2021 wurde er vor dem WM-Qualifikationsspiel 2022 gegen Dänemark erstmals in den A-Kader berufen, als Ersatz für den gesperrten Nathan Patterson. Sein Länderspieldebüt gab er im Spiel als Einwechselspieler von Kieran Tierney.

## Erfolge
mit Celtic Glasgow:
- Schottischer Pokal: 2018, 2023, 2024
- Schottischer Ligapokal: 2018, 2019, 2022, 2023, 2025
- Schottischer Meister: 2016, 2017, 2018, 2020, 2022, 2023, 2024, 2025